# EGR3
EGR3 (англ. Early growth response 3) – білок, який кодується однойменним геном, розташованим у людей на короткому плечі 8-ї хромосоми. Довжина поліпептидного ланцюга білка становить 387 амінокислот, а молекулярна маса — 42 613.
| 10         |  | 20         |  | 30         |  | 40         |  | 50         |
| ---------- |  | ---------- |  | ---------- |  | ---------- |  | ---------- |
| MTGKLAEKLP |  | VTMSSLLNQL |  | PDNLYPEEIP |  | SALNLFSGSS |  | DSVVHYNQMA |
| TENVMDIGLT |  | NEKPNPELSY |  | SGSFQPAPGN |  | KTVTYLGKFA |  | FDSPSNWCQD |
| NIISLMSAGI |  | LGVPPASGAL |  | STQTSTASMV |  | QPPQGDVEAM |  | YPALPPYSNC |
| GDLYSEPVSF |  | HDPQGNPGLA |  | YSPQDYQSAK |  | PALDSNLFPM |  | IPDYNLYHHP |
| NDMGSIPEHK |  | PFQGMDPIRV |  | NPPPITPLET |  | IKAFKDKQIH |  | PGFGSLPQPP |
| LTLKPIRPRK |  | YPNRPSKTPL |  | HERPHACPAE |  | GCDRRFSRSD |  | ELTRHLRIHT |
| GHKPFQCRIC |  | MRSFSRSDHL |  | TTHIRTHTGE |  | KPFACEFCGR |  | KFARSDERKR |
| HAKIHLKQKE |  | KKAEKGGAPS |  | ASSAPPVSLA |  | PVVTTCA    |  |            |

A: Аланін

C: Цистеїн

D: Аспарагінова кислота

E: Глутамінова кислота

F: Фенілаланін

G: Гліцин

H: Гістидин

I: Ізолейцин

K: Лізин

L: Лейцин

M: Метіонін

N: Аспарагін

P: Пролін

Q: Глутамін

R: Аргінін

S: Серин

T: Треонін

V: Валін

W: Триптофан

Задіяний у таких біологічних процесах, як транскрипція, регуляція транскрипції, альтернативний сплайсинг. 
Білок має сайт для зв'язування з іонами металів, іоном цинку, ДНК. 
Локалізований у ядрі.